# El termómetro
El Termómetro fue un programa de televisión chileno, del tipo talk show, transmitido por Chilevisión entre el 22 de noviembre de 2000 y el 5 de enero de 2007.
Era un programa de debate de temas contingentes, por lo general políticos, donde se presentaban distintas posiciones frente a una materia, con invitados que representaban esos puntos de vista. Además se permitía la opinión del público a través de llamadas telefónicas.

## Historia
Su origen se remonta al primer capítulo del 22 de noviembre de 2000, y se debió a una propuesta alternativa ante la «guerra de las teleseries» liderada por Canal 13 y TVN por años en el horario pre-prime, de 20:00 a 21:00 horas, sumado a la característica de programas periodísticos que lideraba Chilevisión y que lo consolidaron en rating. Su primer conductor fue el fallecido periodista, publicista e historiador Antonio Márquez Allison.
Fue conducido por cinco temporadas por el periodista Iván Núñez, entre el 3 de abril de 2001 y el 30 de diciembre de 2005. Su sexta y última temporada, en 2006 y 2007, fue conducida por el periodista Matías del Río, con las llamadas telefónicas a cargo de la periodista Marlla Gezán y el periodista Álvaro Sanhueza, con notas desde la vía pública. El 8 de enero de 2007, El Termometro fue reemplazado por la telenovela nacional Vivir con 10.
Tuvo una breve reaparición en un programa especial emitido el 21 de mayo de 2007 a las 20:00 horas, debido a la cuenta pública de la entonces presidenta Michelle Bachelet. El 26 de septiembre de 2016, se estrenó Modo Termómetro, inspirado en El Termómetro, que fue conducido por Iván Núñez y transmitido en horario prime. Modo Termómetro fue creado con el fin de hacer seguimiento a las elecciones municipales de octubre de 2016.

## Presentadores
- Antonio Márquez Allison (22 de noviembre 2000-31 de marzo 2001)
- Iván Núñez (3 de abril 2001-30 de diciembre 2005)
- Macarena Pizarro y Claudio Salinas (enero 2006)
- Matías del Río (6 de marzo 2006-5 de enero 2007)